# Amauronematus poppii
Amauronematus poppii är en stekelart som beskrevs av Friedrich Wilhelm Konow 1904. Amauronematus poppii ingår i släktet Amauronematus, och familjen bladsteklar. Arten är reproducerande i Sverige.